# Sognare
«Sognare» (pronunciado como Soñaré) es el tercer sencillo del álbum Defecto Perfecto, de la banda mexicana de rock, División Minúscula. La canción es una balada mezclada con un poco de pop, rock y punk, así que puede etiquetarse como una balada poderosa o "power ballad". La canción trata sobre un hombre el cual aconseja a una mujer que es mejor que no continúe con él, por su propio bien. El sencillo fue lanzado en marzo de 2007 y distribuido por Universal Music de México.

## Video musical
El video musical cuenta con escenas en blanco y negro en las cuales aparece una muchacha aparentemente con mal estado mental, la cual alucina actuaciones en las cuales aparece conviviendo con un joven luciendo lujosos atuendos, cuando en realidad se encuentra en la sala de un hospital, aparentemente un manicomio. Así mismo, se hacen representaciones de la banda los cuales interpretan la canción en la pantalla de un televisor, vistiendo atuendos de la época de los cincuenta, al estilo de Los Beatles. El video musical fue estrenado el 23 de marzo de 2007 en MTV Latinoamérica.